# Ajos Wasilios (gmina)
Ajos Wasilios (gr. Δήμος Αγίου Βασιλείου, Dimos Ajiu Wasiliu) – gmina w Grecji, na Krecie, w administracji zdecentralizowanej Kreta, w regionie Kreta, w jednostce regionalnej Retimno. Siedzibą gminy jest Spili. W 2011 roku liczyła 7247 mieszkańców. Powstała 1 stycznia 2011 roku w wyniku połączenia dotychczasowych gmin Lampi i Finikas.